# Androlyperus maculatus
Androlyperus maculatus là một loài bọ cánh cứng trong họ Chrysomelidae. Loài này được Leconte miêu tả khoa học năm 1883.